# Space Science Reviews
Space Science Reviews is een internationaal, aan collegiale toetsing onderworpen wetenschappelijk tijdschrift op het gebied van de astronomie. De naam wordt in literatuurverwijzingen meestal afgekort tot Space Sci. Rev.
Het wordt uitgegeven door Springer Science+Business Media.
Het eerste nummer verscheen in 1962.